# Nothrus asiaticus
Nothrus asiaticus är en kvalsterart som beskrevs av Aoki och Ohnishi 1974. Nothrus asiaticus ingår i släktet Nothrus och familjen Nothridae. Inga underarter finns listade i Catalogue of Life.